# Descriptiones plantarum aliquot novarum
Descriptiones plantarum aliquot novarum (abreviado Descr. Pl. Aliq. Nov.) es un libro con ilustraciones y descripciones botánicas que fue escrito por el médico, y botánico suizo François Delaroche y publicado en el año 1766, con el nombre de Specimen botanicum inaugurale, sistens Descriptiones Plantarum Aliquot Novarum ... Leiden.